# Karl August Hahne
Karl August Hahne (* 6. Januar 1906 in Osnabrück; † 25. April 1982 in Gelsenkirchen) war ein deutscher baptistischer Geistlicher und evangelischer Pfarrer. Nach seiner Rückkehr zum Luthertum arbeitete er als evangelischer Kreisberufsschulpfarrer in Gelsenkirchen. Er gilt als Gründer des evangelisch-lutherischen Hochkirchlichen Apostolats St. Ansgar und versah innerhalb dieser Vereinigung bis zu seinem Tod den Dienst eines bischöflichen Leiters. Seine Bischofsweihe empfing er von dem in apostolischer Sukzession stehenden Bischof Hans Heuer, Leiter des Tempelritterordens Ordo Militiae Templi.

## Leben
Nach seiner schulischen Ausbildung besuchte Karl August Hahne von 1923 bis 1926 das staatliche Lehrerseminar in Lüneburg, die spätere Pädagogische Hochschule. Ehrenamtlich engagierte er sich während seines Studiums bei der Lüneburger Sportvereinigung Eintracht von 1903, bei der er als verantwortlicher Redakteur der Vereinszeitung und als Leiter der Jugendabteilung fungierte.
In Lüneburg fand er auch Kontakt zur örtlichen Baptistengemeinde und schloss sich ihr an. Nach seinem Lehrerexamen absolvierte er einen zweijährigen Dienst als Missionsgehilfe in der Baptistengemeinde Hamburg-Altona. Ab 1928 besuchte er das baptistische Theologische Seminar, das damals seinen Sitz in Hamburg-Horn hatte. 1931 wurde er zum Pastor der Baptistengemeinde Gelsenkirchen-Schalke berufen. Zunächst arbeitete er neben Pastor Emil Kerner und übernahm nach dessen Weggang 1935 die pastorale Hauptverantwortung in der Gemeinde.

### Baptistenpastor in Gelsenkirchen
Im historischen Rückblick anlässlich der Hundertjahrfeier 1991 wird Hahnes Dienstzeit, die bis 1955 andauerte, als „zweite große Epoche“ der Gemeindegeschichte beschrieben. Seine Verkündigung zog viele Menschen an und wirkte sich auf das Wachstum der Gemeinde positiv aus. Er förderte die Zweiggemeinden und setzte als ausgebildeter Pädagoge einen besonderen Schwerpunkt beim Aufbau der Gemeindekatechese. Bis zum Jahr 1939 wuchs die Mitgliederzahl der Gelsenkirchener Baptistengemeinde um mehr als 20 %.
Hahne, der aus der evangelisch-lutherischen Kirche kam, entwickelte schon früh ein für den kongregationalistisch geprägten Baptismus ungewöhnliches Amtsverständnis. Zwar nannte er sich innerhalb der Gemeinde und in den internen Gemeindeveröffentlichungen Prediger, was damals die übliche Berufsbezeichnung eines ordinierten baptistischen Geistlichen war. Nach außen hin verwandte er jedoch „klingende Amtsbezeichnungen“. So trug zum Beispiel ein von ihm geführtes persönliches Dienstsiegel neben seinem Namen die Umschrift Propst, Präses, Presbyter. Damit spielte er vermutlich auf Funktionen an, die er in der Gemeinde und im regionalen Baptistenverband innehatte, die aber gewöhnlich mit Vereinigungsleiter, Vorsitzender und Ältester benannt wurden.
Journalistisch betätigte sich Karl August Hahne unter anderem durch die Herausgabe des Zionsboten und die Gründung eines gemeindeeigenen Pressedienstes, des Pressedienstes der Baptistengemeinde Gelsenkirchen (PBGG). Artikel aus seiner Feder trugen unter anderem die Überschriften Warum bin und bleibe ich Baptist?; Warum Heilsstunden? – Zum Taufunterricht; Gemeindeordnung über Eheschließung und Eheführung; Gottgläubig – GG., das sind wir nicht!
Hahne gilt als Begründer der deutschen baptistischen Pfadfinderarbeit. Den von ihm 1932 gegründeten Pfadfinderstamm Johann Gerhard Oncken löste er allerdings im Februar 1934 wieder auf, um „die kooperative Eingliederung, also die per Reichsgesetz angeordnete Überführung der Pfadfinder in die HJ, zu verhindern“. In der so genannten Abschiedsurkunde, die jeder Pfadfinder des aufgelösten Verbandes erhielt, bezeichnete Hahne sich selbst als „Reichsführer“ der baptistischen Pfadfinderschaft.
Karl August Hahne war in den ersten Jahren des NS-Staates ein Anhänger der nationalsozialistischen Bewegung. Daher hatte er nichts dagegen einzuwenden, wenn seine Gemeindemitglieder in NS-Verbänden mitwirkten oder in SA-Uniform seine Gottesdienste besuchten. Für die Eingriffe des Staates in das Gemeindeleben zeigte er Verständnis und verteidigte sie gegenüber kritischen Anfragen seitens der Gemeinde. Auch sorgte er für einen Namenswechsel des baptistischen Gotteshauses; aus der Zionskirche wurde die Erlöserkirche. Hahnes Begründung lautete: „[…] der Name soll ein Aushängeschild sein, ein werbendes Wort für Leute, die vorübergehen. Und durch die Schuld des alten Bundesvolkes (Anmerkung: gemeint ist Israel) wird dieser Name, den unsere Kirche bisher führte, von vielen nicht verstanden und auch missverstanden.“ In dieser Begründung klingt an, was damals zur Grundüberzeugung Karl August Hahnes gehörte und was er auch mündlich und schriftlich verkündigte. So hielt er am 20. Oktober 1935 – zirka vier Wochen nach Verkündung der Nürnberger Rassegesetze – eine Predigt mit dem Thema „Das Heil – von den Juden?“ Sie richtete sich vor allem gegen Christen, die an der besonderen göttlichen Erwählung Israels festhielten und diese unter anderem mit der jüdischen Autorenschaft des Alten Testaments sowie der jüdischen Herkunft Jesu Christi begründeten. Dies – so Hahne – seien Fehlschlüsse. Die Juden seien verantwortlich für den Kreuzigungstod Jesu und hätten mit dem Ausruf „Sein Blut komme über uns und unsere Kinder“ den Anspruch auf die Segnungen der Erwählung endgültig verwirkt. Das Heil gehöre nun dem neuen Bundesvolk. Wer dennoch an der Erwählung Israels festhalte, fördere „weithin die Parteinahme für das Judentum. Ja hier und da findet sich versteckter Widerstand gegen die Politik des neuen Deutschlands aus angeblich religiösen Gründen. Dadurch kommt Religion und Christentum in Misskredit, ja mehr noch, da kann die Religion sich am Volk versündigen und auch an Gott.“
Persönliche Erfahrungen bei Verhören durch die Gestapo veränderten in den letzten Jahren des Dritten Reiches seine Einstellung zum Nationalsozialismus. Auch von seiner so genannten „Judenpredigt“ und den mit ihr verbundenen Überzeugungen distanzierte er sich später ausdrücklich – allerdings erst nach dem Zusammenbruch des Dritten Reiches.
Noch kurz vor Kriegsende wurde Hahne zum Sanitätsdienst der Wehrmacht eingezogen. Er geriet in sowjetische Gefangenschaft und kehrte erst Ende der 1940er Jahre schwer erkrankt nach Gelsenkirchen zurück. Die letzten Dienstjahre als Baptistenprediger waren geprägt von der Sammlung der zerstreuten Gemeinde sowie durch die großen Herausforderungen der Nachkriegszeit. Anfang 1945 war die Gemeinde Karl August Hahnes so geschrumpft, dass sie sich zum Gottesdienst in der Predigerwohnung versammeln konnte. Als Hahne 1955 den Dienst als Baptistenprediger quittierte und wieder in die Evangelisch-Lutherische Kirche eintrat, zählte die Gemeinde der Erlöserkirche 788 Mitglieder.

### Evangelischer Pfarrer
Hahnes Rücktritt als Baptistenpastor und sein Wiedereintritt in die evangelische Landeskirche lösten in der Baptistengemeinde Gelsenkirchen und darüber hinaus Bestürzung aus. Auch dass er in Gelsenkirchen blieb und nun in seinem ehemaligen Gemeindegebiet als evangelischer Berufsschulpfarrer arbeitete, verursachte Unruhe. Er selbst beschrieb seinen Rückweg in die Landeskirche als das „Ergebnis theologischer Weiterarbeit und klärender Erfahrung“. In seinem Buch, dessen Titel in gewisser Weise seine persönliche Position als die zwischen Landeskirche und Freikirche spiegelt, begründet er seinen Weg zurück. Vor allem sein Amts- und sein Sakramentsverständnis sowie die von ihm als günstig beurteilten missionarischen Chancen einer Volkskirche im 20. Jahrhundert gaben ihm schließlich den Anstoß, wieder Mitglied der evangelischen Landeskirche zu werden. Für die Baptisten entwickelte er den Vorschlag, unter Beibehaltung ihrer besonderen Prägung zu einer Gliedkirche der Evangelischen Kirche in Deutschland zu werden. Darin läge auch für die evangelische Landeskirche eine besondere Chance, vom freikirchlichen Erbe zu profitieren.
Während seiner Zeit als Kreisberufsschulpfarrer beteiligte er sich am Aufbau einer Gelsenkirchener Ortsgruppe der Johanniter-Unfall-Hilfe, deren Ortsbeauftragter er dann auch wurde.

### Gründer und bischöflicher Leiter der Hochkirchlichen Vereinigung St. Ansgar
Während seiner Zeit als Baptistenpastor hatte Hahne sein Amts- und Sakramentsverständnis gegenüber einer Freikirche zu vertreten, die sich bis heute in weiten Teilen als Laienbewegung versteht und aus ihren biblischen Überzeugungen heraus einer kirchlich-hierarchischen Ämterordnung mehr als kritisch gegenübersteht. Auch das traditionelle baptistische Verständnis von Abendmahl und Taufe entspricht ja eher der calvinistischen Auffassung als der lutherischen und schon gar nicht der römisch-katholischen. Als evangelischer Pfarrer sah er sich nun an einer anderen Front. Zu schaffen machten ihm vor allem die liberale Theologie und die Verflachung der Liturgie. Das Amts- und Sakramentsverständnis schien ihm endgültig zu verfallen, „als [erg.: Ende der 60er Jahre des 20. Jahrhunderts] überall junge Theologen ohne Handauflegung ordiniert und an vielen Orten die absurdesten Abendmahlsfeiern gehalten wurden.“ Hahne begann, einen Kreis von hochkirchlich orientierten Lutheranern um sich zu sammeln, feierte mit ihnen Lutherische Messen und hoffte, diesen Kreis als feste hochkirchliche Gemeinschaft innerhalb der evangelischen Kirche zu konstituieren. Im August 1971 empfing er als evangelischer Pfarrer die Priesterweihe von Bischof Helmut Echternach, dem Leiter der St.-Athanasius-Bruderschaft. Noch im Dezember des gleichen Jahres wurde er durch Bischof Hans Heuer zum Bischof in apostolischer Sukzession konsekriert.
Hahne gab dem Kreis, der sich um ihn gesammelt hatte, den Namen Hochkirchlicher Apostolat St. Ansgar. Während der Gelsenkirchener Kreis sich nach seinem Tod 1982 auflöste, begann der Musikwissenschaftler und Organist Helmut Tramnitz, der am 27. November 1977 von Hahne zum Bischof geweiht worden war, in Detmold die Arbeit des Hochkirchlichen Apistolats fortzusetzen. Tramnitz konsekrierte den evangelisch-lutherischen Bremer Pastor Karsten Bürgener, der seit März 1985 die bischöfliche Leitung der Hochkirchlichen Vereinigung St. Ansgar innehat.
Wie weit sich Karl August Hahne in seinem Denken und Glauben vom Baptismus, aber auch vom Mainstream der evangelischen Kirche entfernt hatte, offenbart sein persönliches Kirchliches Credo, das er 1975 ausformulierte und veröffentlichte.

### Sukzessionslinie
Karl August Hahne steht mit seiner Konsekration durch Bischof Hans Heuer in einer Weihelinie, die auf Kardinal Scipione Rebiba (1504–1577) zurückgeht.

## Schriften
- Zwischen Landeskirche und Freikirche, mit einem Geleitwort von Otto Dibelius. Witten 1965.
- Die Sieger von morgen. Glaube ohne Vorbehalt. Gelsenkirchen 1975.
- als Hrsg.: Lutherische Briefe aus Gelsenkirchen. Gelsenkirchen 1975.